# Partido Comunista da Argentina
O Partido Comunista da Argentina é um partido político da Argentina. Fundado em janeiro de 1918 como uma ruptura do Partido Socialista, apoia a Terceira internacional e a Revolução Russa.
Atualmente, faz parte da coalizão Frente de Todos, cujo candidato, Alberto Fernández, venceu a eleição presidencial de 2019.